# Aspidura
Genre
Synonymes
- Haplocercus Günther, 1858

Aspidura est un genre de serpents de la famille des Natricidae.

## Répartition
Les 9 espèces de ce genre sont endémiques du Sri Lanka.

## Liste d'espèces
Selon The Reptile Database (28 mars 2020) :
- Aspidura brachyorrhos (Boie, 1827)
- Aspidura ceylonensis Günther, 1858
- Aspidura copei Günther, 1864
- Aspidura deraniyagalae Gans & Fetcho, 1982
- Aspidura desilvai Wickramasinghe, Bandara, Vidanapathirana & Wickramasinghe, 2019
- Aspidura drummondhayi Boulenger, 1904
- Aspidura guentheri Ferguson, 1876
- Aspidura ravanai Wickramasinghe, Vidanapathirana, Kandambi, Pyron & Wickramasinghe, 2017
- Aspidura trachyprocta Cope, 1860

## Taxinomie
Le genre Haplocercus a été placé en synonymie avec Aspidura par Pyron et al. en 2013.

## Publication originale
- Wagler, 1830 : Natürliches System der Amphibien : mit vorangehender Classification der Säugethiere und Vögel : ein Beitrag zur vergleichenden Zoologie. München, p. 1-354 (texte intégral).